# Machaerotypus rubronigris
Machaerotypus rubronigris är en insektsart som beskrevs av William D. Funkhouser 1938. Machaerotypus rubronigris ingår i släktet Machaerotypus och familjen hornstritar. Inga underarter finns listade i Catalogue of Life.